# Tipula brachycera
Tipula brachycera är en tvåvingeart som beskrevs av Riedel 1914. Tipula brachycera ingår i släktet Tipula och familjen storharkrankar. Inga underarter finns listade i Catalogue of Life.